# 사리원시 (대한민국)
사리원시(沙里院市)는 대한민국 황해도에 있는 대한민국의 시이다. 이북5도위원회가 관리하는 명목상의 행정 구역이다. 황해도 중앙부에서 약간 북쪽에 위치한 도시이다. 면적은 187.9km2이며, 시청 소재지는 동동이다. 12개 법정동으로 이루어져 있는데, 이북5도위원회에서는 명예동장 10명을 임명하고 있다.
1945년 8월 15일 광복 당시에는 봉산군 사리원읍이었으나, 대한민국은 1945년 8월 15일에 조선건국준비위원회의 건국 준비 과정에서 봉산군 사리원읍을 사리원시로 승격시킨 것을 이북5도위원회의 행정 구역에서 인정하고 있다. 이 지역은 소비에트 민정청에서 조선건국준비위원회의 승격 조치가 인정되지 않았기 때문에 조선민주주의인민공화국에서는 1947년 6월에 시로 승격되었다.

## 행정 구역
| 명예동장       | 법정동·리                     |
| -------------- | ----------------------------- |
| 경암동(景巖洞) | 경암리(景巖里)                |
| 대원동(大元洞) | 대원리(大元里)                |
| 동동(東洞)     | 동리(東里)                    |
| 사동(沙洞)     | 사리(沙里)                    |
| 사원동(沙原洞) | 사원리(沙原里)                |
| 상하동(上下洞) | 상하리(上下里)                |
| 서북동(西北洞) | 북리(北里) 서리(西里)         |
| 신구동(新駒洞) | 구천리(駒泉里) 신양리(新養里) |
| 신창동(新昌洞) | 신창리(新昌里)                |
| 철산동(鐵山洞) | 철산리(鐵山里)                |

## 참고 문헌
- “황해도 시군 소개”. 이북5도위원회.
- “황해도 기구 및 정원”. 이북5도위원회.

## 같이 보기
- 사리원시